# Гловацкая, Екатерина Ивановна
Екатерина Ивановна Глова́цкая (укр. Катерина Іванівна Гловацька; 27 сентября 1921, Ахтырка (ныне Сумской области, Украины) — 24 января 2001, Киев) — украинская и советская писательница и переводчица. Кандидат филологических наук (с 1959). Член Союза писателей Украины (с 1984).

## Биография
В 1945 году окончила филологический факультет Киевского университета. Работала редактором на Украинском радио (1945—1952), в 1957—1970 — в издательстве «Веселка», затем в 1970—1982 годах — старшим преподавателем и доцентом Киевского института культуры.

## Творчество
Автор книг на античные темы («Мифы Древней Греции», 1977; «Крылатый конь», 1983), переводов для детей «Одиссеи» (1969) и «Илиады» Гомера (1974), статей о русских писателях и русской литературе.
Перевела с немецкого языка романы «Мститель» Г. Вайзенборна (1964), «На Западном фронте без перемен» Э. М. Ремарка (1986), «Актовый зал» Г. Канта (1987), сборник повестей «Судья и его палач. Обещание. Авария» Ф. Дюрренматта (1970), «Танец смерти» Б. Келлермана (1990), повести «Золотой фараон» К. Брукнера (1973), «Эмиль и детективы» Э. Кестнера (1978), ряд произведений польских писателей.